# リタ・パヴォーネ
リタ・パヴォーネ（Rita Pavone 1945年 8月23日-）はイタリアのカンツォーネ歌手、女優である。

ロック・バラード歌手として1960年代にイタリアのみならずアメリカやイギリスでも人気を博し、5000万枚を超える累計CD売上記録を持つ。

## 人物
イタリア・ピエモンテ州トリノ生まれ。歌手デディ・レーノに見出され、17歳の時にデビュー。一躍カンツォーネ界のアイドルとして活躍。ボーイッシュでパンチのある歌声で本国イタリアではエルビス・プレスリーを凌ぐ人気を誇り、日本でも『恋の意気地なし』などがヒット。特にヒデとロザンナが大ファンであったという。一時期アメリカにも進出していた。
2005年に引退を発表した。

## 代表曲
- アモーレ・ツイスト (Amore Twist)
- 恋の意気地なし (Come te non c'e nessuno)
- 恋の山脈 (Sul Cucuzzolo)
- 恋のフットボール (La partita di pallone)
- クレメンタイン・シェリー (Clementine Che'rie)
- リメンバー・ミー (Remember me)
- 禁じられた抱擁 (Che M'Importa Del Mondo)
- ズッケロ (Zucchero) ※第19回サンレモ音楽祭入賞曲。
- トマト・ジュース乾杯!! (Viva la pappa col pomodoro)
- 学校のタンゴ (Il Tango Della Scuola)
- 別れの終列車 (Dimmi ciao bambino)
- こころ（Cuore)
- ルイ (Lui)
- Tu sei pallido (My boy lollipop)
- ハイスクール清純デュエット ペギー・マーチとのカップリング。

## 作品

### イタリア語のアルバム
- Rita Pavone (1963, re-released on CD format in 2003)
- Non è Facile Avere 18 Anni (1964)
- Il Giornalino di Gian Burrasca (1965)
- Stasera Rita (1965)
- È Nata una Stella (1966, compilation)
- Ci Vuole Poco (1967)
- Little Rita nel West (1968)
- Rita 70
- Viaggio a Ritaland (1970)
- Gli Italiani Vogliono Cantare (1972)
- Rita ed Io (1976)
- RP (1980)
- Gemma e le Altre (1989)
- Masters (2013)

### アメリカでのアルバム
- Rita Pavone - The International Teenage Sensation (1964)
- Small Wonder (1964)
- This is Rita Pavone (1965)

## 映画出演
- 西部のリトル・リタ〜踊る大銃撃戦 (1966) 日本未公開のウェスタン・ミュージカル・コメディ。